# Goddelau
Goddelau ist ein Stadtteil von Riedstadt im südhessischen Kreis Groß-Gerau. Im lokalen südhessischen Dialekt wird Goddelau auch als „Golle“ bezeichnet.

## Geografie
Goddelau liegt in der Oberrheinischen Tiefebene, im Rheingraben, etwa zwei Kilometer vom Altrhein entfernt. Die nächstgrößere Stadt ist das etwa 10 km entfernte Darmstadt.
Nördlich grenzt das Ortsgebiet an Wolfskehlen, westlich an Erfelden (beides Stadtteile von Riedstadt). Südlich von Goddelau liegt der Stadtteil Crumstadt mit dem Philippshospital und östlich die Stadt Griesheim (Landkreis Darmstadt-Dieburg).

## Geschichte

### Mittelalter
Die älteste erhaltene Erwähnung von Goddelau stammt aus einer Urkunde, die in das Jahr 834 datiert: Graf Gundram schenkte seinen Besitz „in Terminis Gotalohono“ der Abtei Fulda. In historischen Unterlagen findet sich der Ortsname in den folgenden Jahrhunderten unter anderem in den Schreibweisen: Godelohen (1128), Godela (1314), Godelauwe (1426) und Godelauw (1615).
Als Grundherren werden zunächst die Herren von Wolfskehlen erwähnt, bevor ab 1356 die Grafen von Katzenelnbogen das Dorf allmählich in Besitz nahmen. 1457 heiratete Anna von Katzenelnbogen, Erbtochter Philipps des Älteren, Landgraf Heinrich III. von Hessen. Mit dem Tod Philipps 1479 fiel die Grafschaft Katzenelnbogen so an die Landgrafschaft Hessen.
1535 wurde von Landgraf Philipp I. von Hessen das Hohe Hospital (seit 1904: Philippshospital) bei Goddelau gestiftet. Es zählt zu den ältesten psychiatrischen Krankenhäusern der Welt.

### Frühe Neuzeit
Bei der Teilung der Landgrafschaft Hessen unter den Erben Philipps I. 1567 gelangte Goddelau an die Landgrafschaft Hessen-Darmstadt. Bereits deren erster Regent, Georg I., veranlasste, dass die von seinem Kanzler Johann Kleinschmidt zusammengestellte Sammlung Landrecht der Obergrafschaft Katzenelnbogen dort rechtsverbindlich wurde. Sie galt in Goddelau als Partikularrecht, subsidiär ergänzt durch das Gemeine Recht, bis ans Ende des 19. Jahrhunderts. Erst das Bürgerliche Gesetzbuch, das einheitlich im ganzen Deutschen Reich galt, setzte zum 1. Januar 1900 das alte Partikularrecht außer Kraft.
Über die Jahrhunderte blieb der Ort von der Tätigkeit der Bevölkerung in Landwirtschaft und Handwerk geprägt. 1588 hatte er etwa 180 Einwohner.
Als Grundbesitzer in Goddelau werden 1794 das Domstift Mainz, das Stift St. Viktor vor Mainz sowie das Hohe Hospital (Philippshospital) genannt.

### Neuzeit
Die Statistisch-topographisch-historische Beschreibung des Großherzogthums Hessen berichtet 1829 über Goddelau:

„Goddlau (L. Bez. Dornberg) luth. Pfarrdorf; liegt 2 St. von Dornberg, und hat 76 Häuser und 552 Einw., die bis auf 1 Kath. und 32 Juden lutherisch sind. In der Gemarkung sind Torfgräbereien. − Das Dorf hieß früher Gotalohano auch Godelaha. Das Kloster Lorsch besaß hier Gefälle und die Herrn von Bickenbach hatten bedeutende Güter hier. Eine adelige Familie von Godela hatte hier ihren Sitz. Johann von Wolfskehlen erhält dieses Dorf, 1401, von Graf Eberhard von Katzenellenbogen zu Lehen. Die Güter und Gefälle, welche die Herrn von Wolfskehlen hier hatten, zog Landgraf Wilhelm II. in der bairischen Fehde ein. Der Ort hatte eine eigene Kapelle mit einem Altar und einem besondern Kapellan, den der Pfarrer zu Hofheim bestellte; nachdem aber Hofheim in ein Hospital verwandelt worden war, erhielt Goddlau einen besondern Pfarrer und Erfelden zum Filial.“

### Verwaltung und Gerichte

#### Amts-System vor 1821
In der frühen Neuzeit waren auf unterster Ebene die Funktionen von Verwaltung und Rechtsprechung im „Amt“ vereinigt, so auch im Amt Dornberg, das bis 1821 bestand.
Ab 1803 lag Goddelau in der Provinz Starkenburg, die nach dem Reichsdeputationshauptschluss gebildet wurde um die neu hinzugewonnenen Gebiete mit dem Altbestand südlich des Mains und östlich des Rheins zusammenzufassen. 1806 wurde die Landgrafschaft Hessen-Darmstadt von Napoleon zum Großherzogtum Hessen erhoben. Im Zuge der Verwaltungsreform von 1821 wurden die alten Ämter aufgelöst, für die Verwaltungsaufgaben auf der unteren Ebene wurden Landratsbezirke und für die erstinstanzliche Rechtsprechung Landgerichte eingerichtet.

#### Verwaltung nach 1821
Für die übergeordnete Verwaltung in Goddelau war nun der Landratsbezirk Dornberg zuständig. 1832 wurden die Verwaltungseinheiten im Großherzogtum weiter vergrößert und Kreise geschaffen. Dabei gelangte Goddelau in den Kreis Groß-Gerau. Die Provinzen, die Kreise und die Landratsbezirke des Großherzogtums wurden am 31. Juli 1848 abgeschafft und durch Regierungsbezirke ersetzt, was jedoch bereits am 12. Mai 1852 wieder rückgängig gemacht wurde. Dadurch gehörte Goddelau zwischen 1848 und 1852 zum Regierungsbezirk Darmstadt, bevor wieder der Kreis Groß-Gerau für die übergeordnete Verwaltung zuständig war. Dort verblieb der Ort durch alle weiteren Verwaltungsreformen bis heute.
1927 wurde die selbständige Gemarkung Philippshospital nach Goddelau eingegliedert.
Anlässlich der Gebietsreform in Hessen schloss sich Goddelau am 1. Juli 1973 freiwillig mit der Nachbargemeinde Wolfskehlen zur neuen Gemeinde Goddelau-Wolfskehlen zusammen, bevor am 1. Januar 1977 kraft Landesgesetz der Zusammenschluss mit den Nachbargemeinden Crumstadt, Erfelden und Leeheim zur neuen Gemeinde Riedstadt erfolgte. Seitdem ist Goddelau größter Ortsteil und Sitz der Verwaltung von Riedstadt. Seit 2007 besitzt Riedstadt Stadtrechte. Ortsbezirke nach der Hessischen Gemeindeordnung wurden nicht errichtet.

#### Gerichtsreformen
In der Landgrafschaft Hessen-Darmstadt wurde mit Ausführungsverordnung vom 9. Dezember 1803 das Gerichtswesen der beiden oberen Instanzen neu organisiert. Die Ämter blieben die erste Instanz der Rechtsprechung in Zivilsachen. Für das Fürstentum Starkenburg wurde das „Hofgericht Darmstadt“ als Gericht der zweiten Instanz für Zivilsachen eingerichtet. Zuständig war es erstinstanzlich auch für standesherrliche Familienrechtssachen und Strafsachen. Ihm übergeordnet war das Oberappellationsgericht Darmstadt.
Mit der Verwaltungsreform von 1821 wurden im Großherzogtum Hessen auch auf unterster Ebene Gerichte geschaffen, die von der Verwaltung unabhängig waren. Für Goddelau war nun das Landgericht Großgerau örtlich zuständig. Es wurde mit der Reichsjustizreform und Wirkung vom 1. Oktober 1879 vom Amtsgericht Groß-Gerau abgelöst.

### Verwaltungsgeschichte im Überblick
Die folgende Liste zeigt die Staaten und Verwaltungseinheiten, denen Goddelau angehört(e):
- vor 1356: Heiliges Römisches Reich, Herrschaft Wolfskehlen
- ab 1356: Heiliges Römisches Reich, Grafschaft Katzenelnbogen, Obergrafschaft Katzenelnbogen, Amt Dornberg
- ab 1479: Heiliges Römisches Reich, Landgrafschaft Hessen, Obergrafschaft Katzenelnbogen, Amt Dornberg
- ab 1567: Heiliges Römisches Reich, Landgrafschaft Hessen-Darmstadt, Obergrafschaft Katzenelnbogen, Amt Dornberg
- ab 1803: Heiliges Römisches Reich, Landgrafschaft Hessen-Darmstadt, Fürstentum Starkenburg, Amt Dornberg
- ab 1806: Großherzogtum Hessen,[Anm. 2] Fürstentum Starkenburg, Amt Dornberg[11]
- ab 1815: Großherzogtum Hessen, Provinz Starkenburg, Amt Dornberg
- ab 1821: Großherzogtum Hessen, Provinz Starkenburg, Landratsbezirk Dornberg[Anm. 3]
- ab 1832: Großherzogtum Hessen, Provinz Starkenburg, Kreis Groß-Gerau
- ab 1848: Großherzogtum Hessen, Regierungsbezirk Darmstadt
- ab 1852: Großherzogtum Hessen, Provinz Starkenburg, Kreis Groß-Gerau
- ab 1871: Deutsches Reich, Großherzogtum Hessen, Provinz Starkenburg, Kreis Groß-Gerau
- ab 1918: Deutsches Reich, Volksstaat Hessen, Provinz Starkenburg, Kreis Groß-Gerau
- ab 1938: Deutsches Reich, Volksstaat Hessen, Landkreis Groß-Gerau[12][Anm. 4]
- ab 1945: Deutsches Reich, Amerikanische Besatzungszone,[Anm. 5] Groß-Hessen, Regierungsbezirk Darmstadt, Landkreis Groß-Gerau
- ab 1946: Deutsches Reich, Amerikanische Besatzungszone, Hessen, Regierungsbezirk Darmstadt, Landkreis Groß-Gerau
- ab 1949: Bundesrepublik Deutschland, Hessen, Regierungsbezirk Darmstadt, Landkreis Groß-Gerau
- ab 1973: Bundesrepublik Deutschland, Hessen, Regierungsbezirk Darmstadt, Landkreis Groß-Gerau, Goddelau-Wolfskehlen
- ab 1977: Bundesrepublik Deutschland, Hessen, Regierungsbezirk Darmstadt, Landkreis Groß-Gerau, Riedstadt

## Bevölkerung

### Einwohnerstruktur 2011
Nach den Erhebungen des Zensus 2011 lebten am Stichtag dem 9. Mai 2011 in Goddelau 5835 Einwohner. Darunter waren 681 (11,7 %) Ausländer.
Nach dem Lebensalter waren 1095 Einwohner unter 18 Jahren, 2532 zwischen 18 und 49, 1206 zwischen 50 und 64 und 1002 Einwohner waren älter. Die Einwohner lebten in 2397 Haushalten. Davon waren 771 Singlehaushalte, 669 Paare ohne Kinder und 714 Paare mit Kindern, sowie 195 Alleinerziehende und 48 Wohngemeinschaften. In 450 Haushalten lebten ausschließlich Senioren und in 1743 Haushaltungen lebten keine Senioren.

### Einwohnerentwicklung
| • 1629: | 0061 Hausgesesse                     |
| • 1791: | 603 Einwohner (mit Hospital Hofheim) |
| • 1800: | 410 (Hospital Hofheim 189) Einwohner |
| • 1806: | 468 Einwohner, 70 Häuser             |
| • 1829: | 552 Einwohner, 76 Häuser             |
| • 1867: | 1172 Einwohner, 122 Häuser           |

| Goddelau: Einwohnerzahlen von 1800 bis 2018 | Goddelau: Einwohnerzahlen von 1800 bis 2018 | Goddelau: Einwohnerzahlen von 1800 bis 2018 | Goddelau: Einwohnerzahlen von 1800 bis 2018 | Goddelau: Einwohnerzahlen von 1800 bis 2018 |
| --- | ------------------------------------------- | ------------------------------------------- | ------------------------------------------- | ------------------------------------------- |
| Jahr |                                             |                                             |                                             | Einwohner                                   |
| 1800 | 1800                                        |                                             | 410                                         | 410                                         |
| 1806 | 1806                                        |                                             | 468                                         | 468                                         |
| 1829 | 1829                                        |                                             | 552                                         | 552                                         |
| 1834 | 1834                                        |                                             | 959                                         | 959                                         |
| 1840 | 1840                                        |                                             | 1.004                                       | 1.004                                       |
| 1846 | 1846                                        |                                             | 1.056                                       | 1.056                                       |
| 1852 | 1852                                        |                                             | 1.116                                       | 1.116                                       |
| 1858 | 1858                                        |                                             | 1.125                                       | 1.125                                       |
| 1864 | 1864                                        |                                             | 1.203                                       | 1.203                                       |
| 1871 | 1871                                        |                                             | 1.196                                       | 1.196                                       |
| 1875 | 1875                                        |                                             | 1.250                                       | 1.250                                       |
| 1885 | 1885                                        |                                             | 1.353                                       | 1.353                                       |
| 1895 | 1895                                        |                                             | 1.779                                       | 1.779                                       |
| 1905 | 1905                                        |                                             | 2.482                                       | 2.482                                       |
| 1910 | 1910                                        |                                             | 2.629                                       | 2.629                                       |
| 1925 | 1925                                        |                                             | 2.603                                       | 2.603                                       |
| 1939 | 1939                                        |                                             | 2.886                                       | 2.886                                       |
| 1946 | 1946                                        |                                             | 4.264                                       | 4.264                                       |
| 1950 | 1950                                        |                                             | 3.645                                       | 3.645                                       |
| 1956 | 1956                                        |                                             | 4.009                                       | 4.009                                       |
| 1961 | 1961                                        |                                             | 4.451                                       | 4.451                                       |
| 1967 | 1967                                        |                                             | 5.487                                       | 5.487                                       |
| 1970 | 1970                                        |                                             | 5.024                                       | 5.024                                       |
| 1980 | 1980                                        |                                             | ?                                           | ?                                           |
| 1990 | 1990                                        |                                             | ?                                           | ?                                           |
| 2001 | 2001                                        |                                             | 5.619                                       | 5.619                                       |
| 2005 | 2005                                        |                                             | 5.788                                       | 5.788                                       |
| 2011 | 2011                                        |                                             | 5.834                                       | 5.834                                       |
| 2015 | 2015                                        |                                             | 6.642                                       | 6.642                                       |
| 2018 | 2018                                        |                                             | 6.950                                       | 6.950                                       |
| Datenquelle: Historisches Gemeindeverzeichnis für Hessen: Die Bevölkerung der Gemeinden 1834 bis 1967. Wiesbaden: Hessisches Statistisches Landesamt, 1968. Weitere Quellen: LAGIS; nach 1970 (mit Philippshospital): Stadt Riedstadt: (webarchiv); Zensus 2011 |                                             |                                             |                                             |                                             |

## Religion

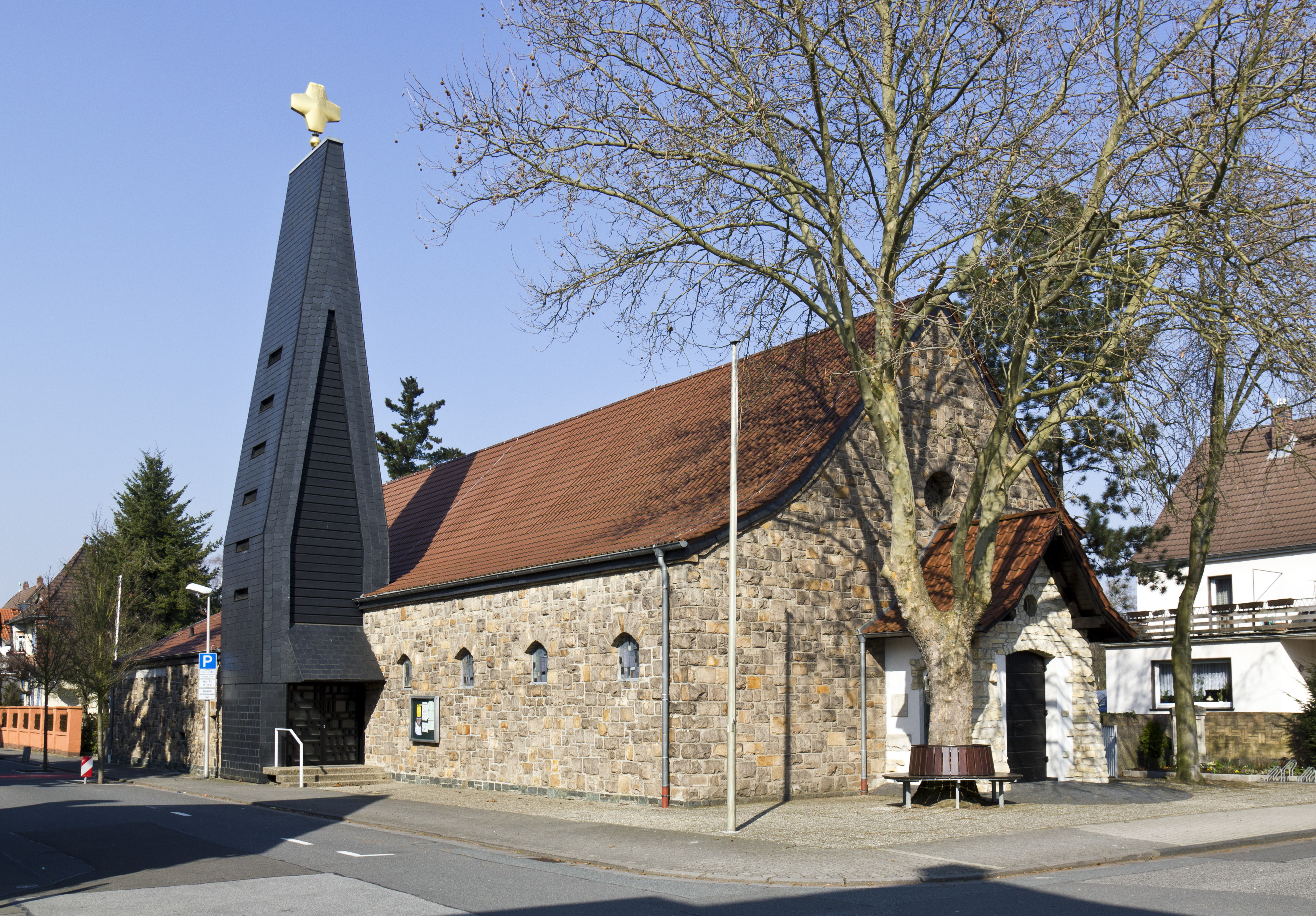
Katholische St.-Bonifatius-Kirche

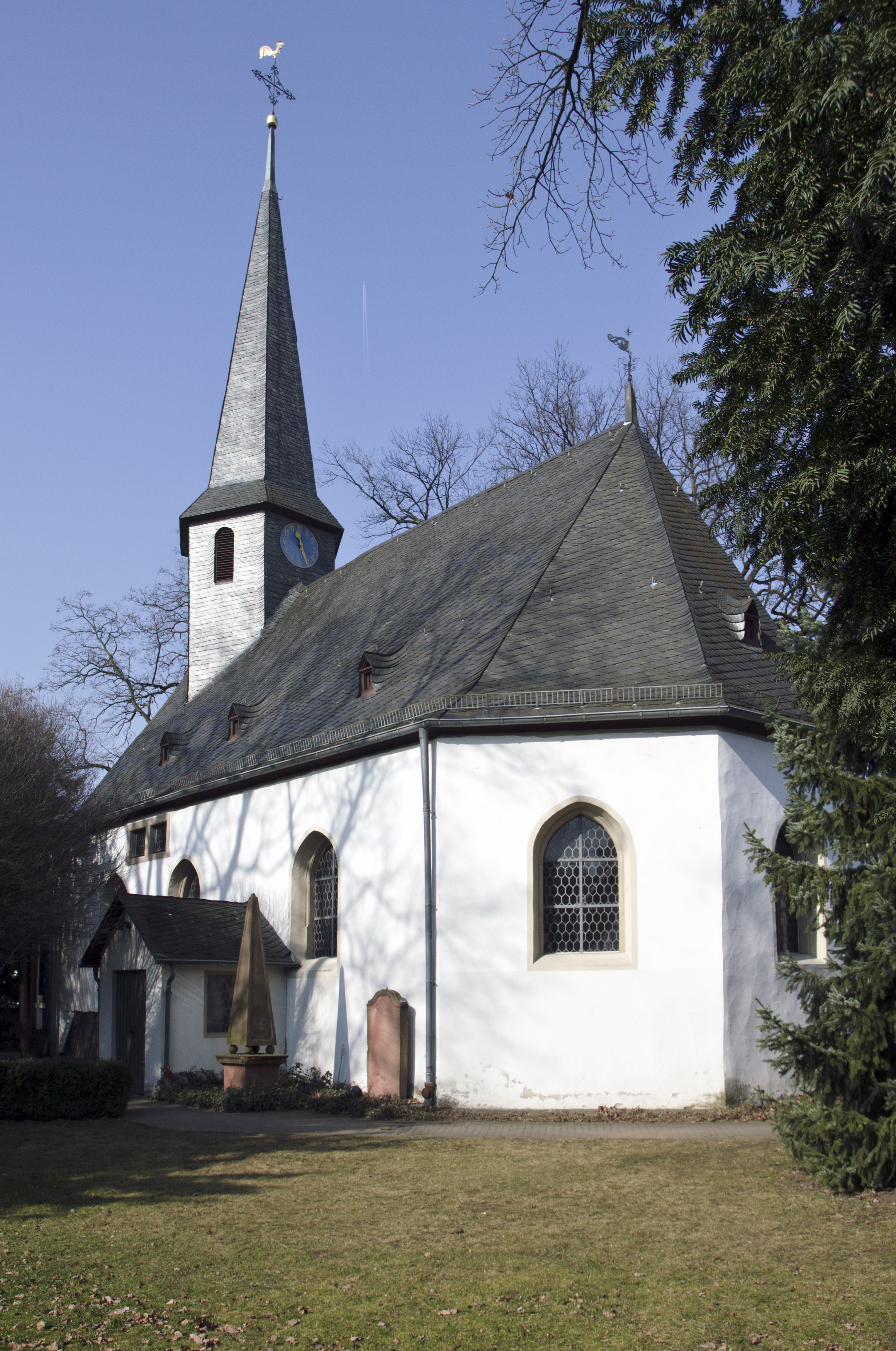
Evangelische Kirche

### Christliche Kirchen
Die römisch-katholische Pfarrgemeinde St. Bonifatius, mit der gleichnamigen Kirche, kann auf eine über 1200 Jahre alte Geschichte verweisen. Im Jahr 802 wurde erstmals eine Kirche auf dem Gemeindegebiet erwähnt.
Die barocke evangelische Evangelische Kirche wurde 1607 erbaut.

### Historische Religionszugehörigkeit
| • 1829: | 519 lutheranische (= 94,02 %), 32 jüdische (= 5,80 %) und ein katholischer (= 0,18 %) Einwohner |
| • 1961: | 2934 evangelische (= 65,92 %), 1301 (= 29,23 %) katholische Einwohner                           |

### Islam
2004 wurde die Aziz-Moschee der Ahmadiyya Muslim Jamaat mit einem Minarett im Goddelauer Gewerbegebiet Südwest (Römerstraße) eröffnet. Am 17. Dezember 2012 wurde auf dem Nachbargrundstück der Neubau der Jamia (Institut für islamische Theologie und Sprachen) eingeweiht. Die ebenfalls zur Ahmadiyya gehörende Einrichtung bietet 120 Plätze für die Ausbildung zum Imam.

## Wappen und Flagge
Wappen

Blasonierung: „In Gold ein schwebendes rotes Patriarchenkreuz auf breitem roten Sockel.“
Das Wappen wurde der Gemeinde Goddelau im Kreis Groß-Gerau 1925 genehmigt.
In seiner heutigen Form wurde es durch den Heraldiker Georg Massoth gestaltet.
Es geht auf alte Gerichtssiegel der Gemeinde zurück. Wahrscheinlich war es auch Gemarkungszeichen. Die Farben gehen auf die Grafen von Katzenelnbogen zurück.
Flagge
Die Flagge wurde der Gemeinde am 13. Oktober 1959 durch den Hessischen Innenminister genehmigt und wird wie folgt beschrieben:
„In einem von Rot und Weiß geteiltem Flaggenfeld das Wappen der Gemeinde Goddelau.“

## Kultur

### Büchnerhaus
Das Büchnerhaus ist ein 1665 erbautes Fachwerkhaus, in dem Georg Büchner am 17. Oktober 1813 geboren wurde. Das darin untergebrachte Museum erinnert an das Leben und Wirken des Dichters.

### Bildung
- Georg-Büchner-Schule (Grundschule)[28]
- Martin-Niemöller-Schule (Integrierte Gesamtschule)

### Veranstaltungen
- In Goddelau findet seit mehr als 400 Jahren die „Goller Kerb“ statt. Bei dieser Veranstaltung wird an die Erbauung der evangelischen Kirche im Ortskern erinnert. Die Feierlichkeiten locken jedes Jahr im Oktober Besucher aus ganz Hessen an.

- 2016 nahm Goddelau an der alle 2 Jahre stattfindenden Aktion „Der Kreis rollt“ teil. Viele Vereine und Institutionen beteiligten sich mit Ständen und Ausstellungen.[29][30]

## Verkehr
An den Schienenverkehr angeschlossen ist Goddelau mit dem Bahnhof Riedstadt-Goddelau an der Bahnstrecke Mannheim–Frankfurt am Main („Riedbahn“). Er wird stündlich von Regionalzügen bedient und ist Endpunkt der Linie S7 der S-Bahn Rhein-Main.
Goddelau liegt an der Bundesstraße 44 Mannheim–Frankfurt und an der Bundesstraße 26, die von Aschaffenburg über Darmstadt durch Griesheim nach Oppenheim führt.

## Persönlichkeiten
Geboren in Goddelau
- Karl Georg Büchner (1813–1837), deutscher Schriftsteller, Naturwissenschaftler und Revolutionär
- Ludwig Bieberbach (1886–1982), Mathematiker
- Robert Barth (1900–1942), Oberbürgermeister von Mainz
- Theo Fürst (1932–2011), Komponist und Chorleiter
- Werner Amend (* 1953), Politiker, 2011 bis 2017 Bürgermeister der Stadt Riedstadt

Mit Bezug zu Goddelau
- Johannes Vietor (1574–1628), lutherischer Theologe und Geistlicher, Pfarrer von Goddelau
- Roman und Heiko Lochmann (Zwillinge, * 1999), YouTuber, Popsänger: Die Lochis, wuchsen in Goddelau auf und starteten hier ihre Karriere.[31][32]